# Лапен
Лапе́н (фр. Lapenne) — коммуна во Франции, находится в регионе Юг — Пиренеи. Департамент коммуны — Арьеж. Входит в состав кантона Мирпуа. Округ коммуны — Сен-Жирон.
Код INSEE коммуны — 09153.

## Население
Население коммуны на 2008 год составляло 116 человек.
| 1962 | 1968 | 1975 | 1982 | 1990 | 1999 | 2008 |
| ---- | ---- | ---- | ---- | ---- | ---- | ---- |
| 130  | 152  | 135  | 146  | 127  | 131  | 116  |

## Экономика
В 2007 году среди 73 человек в трудоспособном возрасте (15—64 лет) 46 были экономически активными, 27 — неактивными (показатель активности — 63,0 %, в 1999 году было 63,0 %). Из 46 активных работали 39 человек (24 мужчины и 15 женщин), безработных было 7 (2 мужчины и 5 женщин). Среди 27 неактивных 4 человека были учениками или студентами, 16 — пенсионерами, 7 были неактивными по другим причинам.

## Достопримечательности
- Церковь св. Иоанна Крестителя (XII—XV века)